# استفان بریستول
استفان بریستول (به انگلیسی: Stefon Bristol) کارگردان فیلم و فیلم‌نامه‌نویس آمریکایی است.

## فیلمشناسی
- دیروز می‌بینمت (۲۰۱۹)
- نفس بکش (۲۰۲۴)